# Slide (canción)
«Slide» es una canción del grupo estadounidense de rock alternativo Goo Goo Dolls. Fue lanzada como el segundo sencillo de su sexto álbum de estudio Dizzy Up the Girl, en septiembre de 1998. Según el guitarrista principal, John Rzeznik, la canción trata sobre una chica católica que queda embarazada y discute con su novio cómo deberían reaccionar. Musicalmente, la canción es una mezcla de pop y rock alternativo con ritmo jangle.
"Slide" alcanzó el número uno en las listas de Billboard Adult Top 40, Modern Rock Tracks, Mainstream Top 40 y Triple-A de Estados Unidos. En el Billboard Hot 100, alcanzó el número ocho en febrero de 1999. En Canadá, debutó en la cima de la lista RPM 100 Hit Tracks el 19 de octubre de 1998, convirtiéndose en el segundo sencillo número uno de la banda en dicha lista después de "Iris". A nivel mundial, "Slide" alcanzó el número 14 en Islandia, el número 29 en Australia, el número 36 en Nueva Zelanda y el número 43 en el Reino Unido.

## Composición y significado
En una presentación en 2002 en VH1 Storytellers, John Rzeznik explicó que la canción se refiere a una adolescente embarazada en un ambiente católico estricto. Ella y su novio debaten sobre la posibilidad de abortar o casarse, lo cual se presenta en la canción como la estrofa "¿Quieres casarte o escaparte?".

## Video musical
El video musical fue dirigido por Nancy Bardawil y filmado parcialmente en el Hotel El Dorado en South Spring Street, Los Ángeles.

## Posicionameinto en lista
| Lista (1998–1999)                        | Mejor posición |
| ---------------------------------------- | -------------- |
| Australia (ARIA)                         | 29             |
| Canadá (RPM Top Singles)                 | 1              |
| Canadá (RPM Adult Contemporary)          | 22             |
| Canadá (RPM Rock/Alternative)            | 5              |
| Escocia (Scottish Singles Sales Chart)   | 44             |
| Estados Unidos (Billboard Hot 100)       | 8              |
| Estados Unidos (Adult Alternative Songs) | 1              |
| Estados Unidos (Adult Top 40)            | 1              |
| Estados Unidos (Alternative Airplay)     | 1              |
| Estados Unidos (Mainstream Rock)         | 4              |
| Estados Unidos (Mainstream Top 40)       | 1              |
| European Radio Top 50 (Music & Media)    | 39             |
| Iceland (Íslenski Listinn Topp 40)       | 14             |
| Nueva Zelanda (Recorded Music NZ)        | 36             |
| Quebec Airplay (ADISQ)                   | 6              |
| Spain (Top 40 Radio)                     | 28             |
| Reino Unido (UK Singles Chart)           | 43             |
| Reino Unido (UK Indie Chart)             | 8              |